# ЮМасс Минитмен (баскетбольный клуб)
ЮМасс Минитмен (англ. UMass Minutemen) — баскетбольная команда, представляющая Университет Массачусетса в Амхерсте в первом баскетбольном мужском дивизионе NCAA. Располагается в Амхерсте (штат Массачусетс). Команда выступает в конференции Atlantic 10. Домашние игры проводит в «Маллинс-центре», расположенном в кампусе университета. Главным тренером «Минитмен» является Френк Мартин.

## История
Мужская баскетбольная программа университета насчитывает более 100 лет и в сезоне 2008/09 праздновала своё столетие. Первая же официальная игра команды датируется 10 января 1900 года. Первым баскетбольным тренером в Университете Массачусетса был Гарольд Гор, который за 11 сезонов одержал 85 побед и потерпел 53 поражения. Самым же успешным для него стал сезона 1925/26, в который его команда закончила с результатом 12-2. В сезоне 1933/34 Массачусетс был единственным университетом, чья мужская баскетбольная команда не проиграла ни одного матча. Перед сезоном 1948/49 Массачусетс, войдя в конференцию Янки, впервые в своей истории присоединился к одной из спортивных конференций и впоследствии стал десятикратным чемпионом этой конференции.
1960-е и 1970-е годы стали для Университета Массачусетса самыми успешными в его истории. В сезоне 1961/62 команда показала результат 15-9 и впервые приняла участие в турнире NCAA. В 1960-х годах Юмасс 4 раза становились чемпионами конференции Янки, а в сезоне 1969/70 участвовали в турнире NIT. В этом же году за университет стал играть будущая звезда профессионального баскетбола Джулиус Ирвинг, который в своём первом матче на студенческом уровне набрал 27 очков и сделал 28 подборов. Всего же, за это десятилетие команда одержала 142 победы, потерпев 103 поражения.
В первых восьми сезонах 1970-х годов «Редмен»/«Минитмен» одерживали победы в 70 % матчей. Они пять раз становились чемпионами конференции и столько же раз участвовали в турнире NIT. В команде выступали такие игроки, как Ирвинг, Эл Скиннер и Рик Питино. Главным же тренером в то время был Джек Лимен, который завершил свою карьеру в мужском баскетболе по окончании сезона 1978/79
В конце 70-х и в 80-х годах команда не добивалась каких либо значимых успехов. Лишь начиная с 1988 года, когда Минитмен возглавил Джон Калипари, в команде наметился подъём. В 1990-х годах под его руководством «Минитмен» пять раз подряд становились чемпионами конференции Atlantic 10 (1991/92, 1992/93, 1993/94, 1994/95, 1995/96) и девять раз участвовали в турнире NCAA, включая два появления в 1/8 финала турнира и выход в Финал Четырёх, а затем и завоевание третьего места турнира — лучшего достижения в истории университета. Однако позже NCAA отменило все результаты и достижения «Минитмен» в турнире NCAA 1996 года. В 1990-х годах «Минитмен» часто ставились на первое место в рейтинг Associated Press.
После 1998 года команда долгое время не демонстрировала хороших результатов и лишь в 2014 году после долгого перерыва сумела выйти в турнир NCAA. В этот промежуток наибольшими достижениями ЮМасс является выигрыш регулярного чемпионата конференции Atlantic 10 в сезоне 2006/07 (разделила это достижение с Ксавье) и выход во второй раунд турнира NIT. В сезоне 2007/08 Минитмен дошли до финала NIT, однако в последней игре проиграли «Огайо Стэйт Бакайс» со счётом 92:86. В 2012 году Минитмен вновь участвовали в турнире NIT, где в полуфинале проиграли Стэнфорду. В 2013 году команда вновь участвовала в NIT.
В сезоне 2014 года команда совершила огромный прорыв, впервые за 16 лет выйдя в турнир NCAA. Регулярный чемпионат «Минитмен» начали с результата 10-0, а потом и 16-1. Такая хорошая игра позволила команде занять 13 место в рейтинге AP и второе в рейтинге тренеров. В турнире NCAA «Минитмен» дошли до второго раунда, где проиграли «Теннесси Волонтирс».

## Закреплённые номера

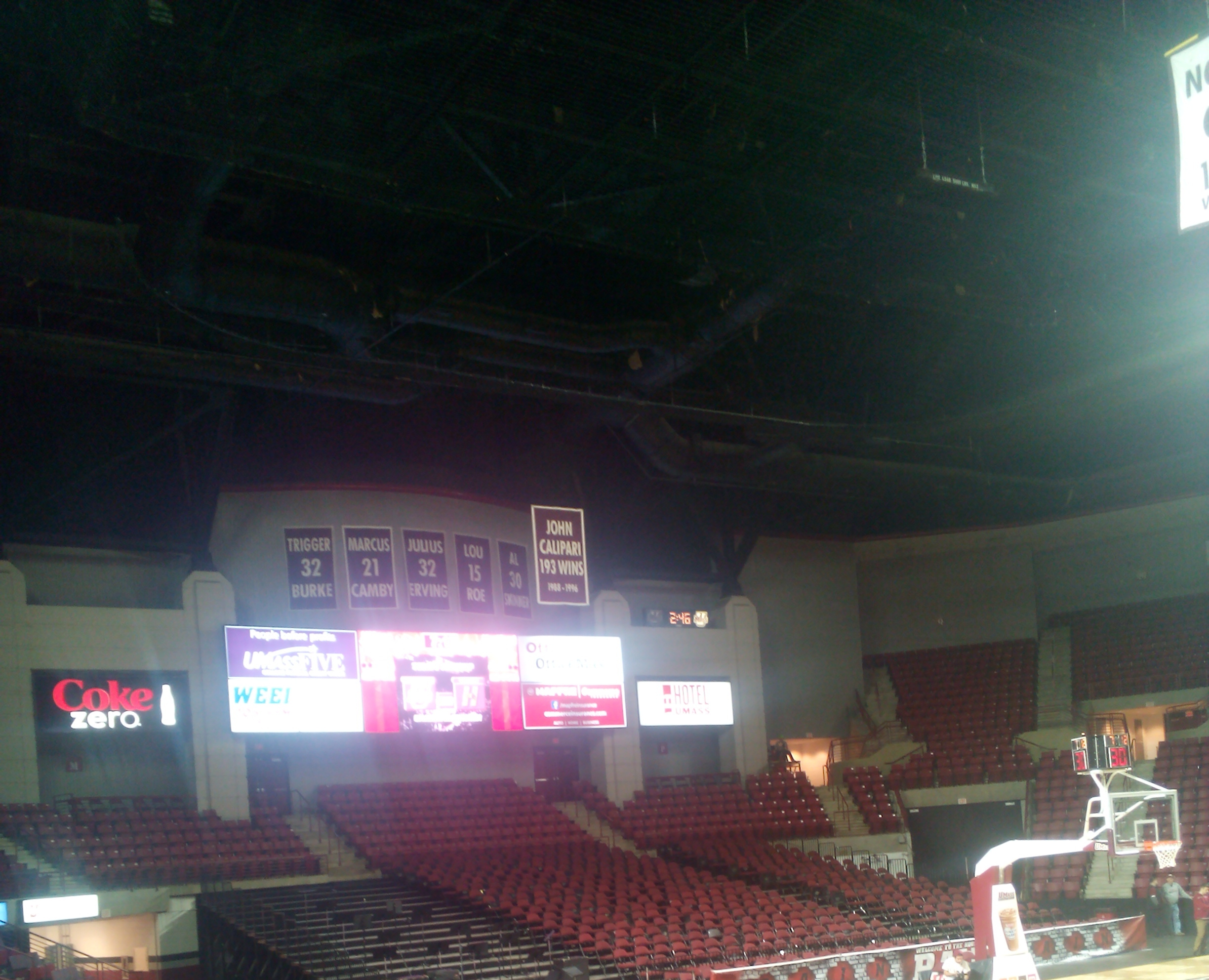
Закреплённые номера «ЮМасс Минитмен» под сводами «Маллинс-центра»

За пятью бывшими игроками «Минитмен» университет навечно закрепил их игровой номер.
| Закреплённые номера «ЮМасс Минитмен» |                |      |                |
| №                                    | Игрок          | Поз. | Года в команде |
| 15                                   | Лу Ро          | ТФ   | 1991—1995      |
| 21                                   | Маркус Кэмби   | Ц    | 1993—1996      |
| 30                                   | Эл Скиннер     | Ф    | 1971—1974      |
| 32                                   | Джордж Бёрк    |      |                |
| 32                                   | Джулиус Ирвинг | Ф    | 1968—1971      |

## Достижения
- Полуфиналист NCAA: 1996*
- Четвертьфиналист NCAA: 1995, 1996*
- 1/8 NCAA: 1992, 1995, 1996*
- Участие в NCAA: 1962, 1992, 1993, 1994, 1995, 1996*, 1997, 1998, 2014

* отменено NCAA
- Победители турнира конференции: 1992, 1993, 1994, 1995, 1996
- Победители регулярного чемпионата конференции: 1962, 1968, 1969, 1971, 1973, 1974, 1975, 1976, 1992, 1993, 1994, 1995, 1996, 2007